# Pillager
Pillager – miasto w Stanach Zjednoczonych, w stanie Minnesota, w hrabstwie Cass.